# Alfred Roll
Pour les articles homonymes, voir Roll.
Alfred Philippe Arthur Roll né le 1er mars 1846 à Paris et mort le 27 octobre 1919 dans la même ville, est un peintre et sculpteur naturaliste français.

## Biographie
Alfred Roll naît à Paris 8e (ancien arrondissement) le 1er mars 1846, de Joseph Roll (1810-1876) et d'Angélique Veccheider.
Alfred Roll étudie à l'École des Beaux-Arts de Paris où il suit l'enseignement d'Henri Joseph Harpignies, de Léon Bonnat et de Charles-François Daubigny. Il peint son premier paysage en 1869, puis expose Les Environs de Baccarat et Le Soir à Salon-de-Provence en 1870. Il est lieutenant de milice pendant la guerre franco-allemande de 1870. C'est en 1875 que le public commence à s'intéresser à lui avec Inondation à Toulouse. Son style est alors plutôt romantique avec des influences de l'école bolonaise et de Gustave Courbet. Il expose La Fête de Silène en 1877 au Salon de Paris, toile pour laquelle il reçoit une médaille d'or, et son style devient plus naturaliste, tandis qu'il entame une carrière de portraitiste.
Le 16 août 1879, alors qu'il habite au 63 boulevard de Clichy, il se marie à Paris 19e avec Marie Louise Frédérique Porcher (1845-1898), veuve de Jean Baptiste Germenil Manant.
Sa toile La Grève des mineurs (1880) rencontre un vif succès et il devient l'un des peintres officiels de la Troisième République. Il reçoit de nombreuses commandes de l'État, réalise des peintures murales, des plafonds et des œuvres monumentales. On lui doit à cette époque Le Président Carnot à Versailles pour le centenaire des États-généraux, Le Tsar Nicolas II et le président Félix Faure posant la première pierre du pont Alexandre-III, Les Plaisirs de la vie et La Prime jeunesse.
En 1881, il se fait construire une maison-atelier au 41 rue Alphonse de Neuville, devenu depuis 1926 le 17 rue Alfred Roll, remplacée désormais par un immeuble, et où il finira sa vie.
Il perd son épouse Marie Louise Frédérique Porcher le 22 mars 1898, ils habitent alors au 73 avenue Niel.
En 1904, il épouse en secondes noces l'artiste peintre et auteure Henriette Daux. Les témoins sont le peintre Pierre-Emmanuel Damoye et le critique André-Ferdinand Hérold.
Il devient président de la Société nationale des beaux-arts en 1905.

## Œuvres dans les collections publiques

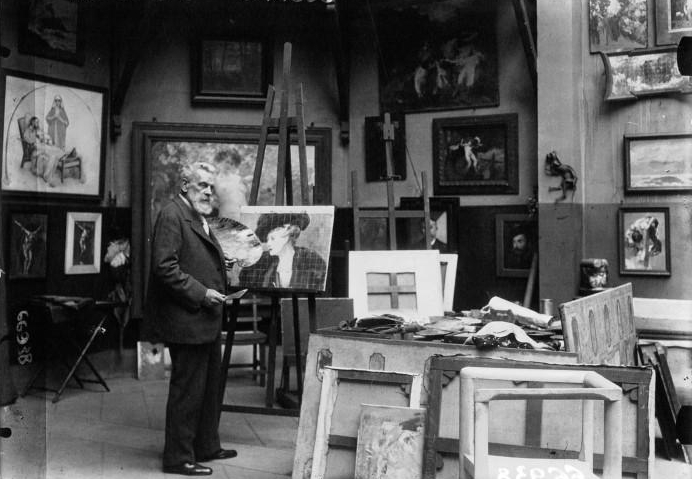
Alfred Roll dans son atelier en 1918, photographie de l'Agence de presse Meurisse,
Paris, Bibliothèque nationale de France.

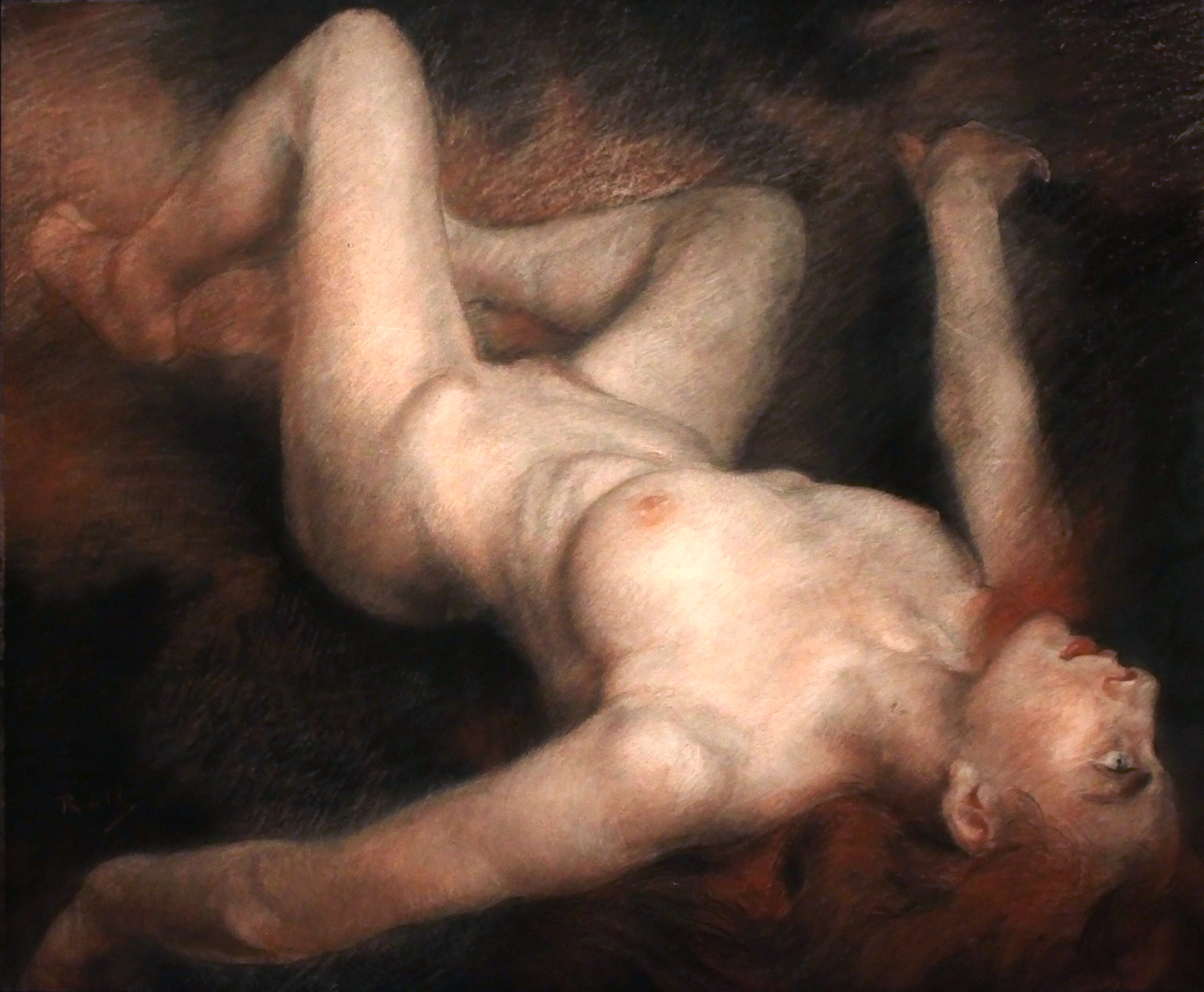
Démoniaque (1904), pastel, Paris, Petit Palais.

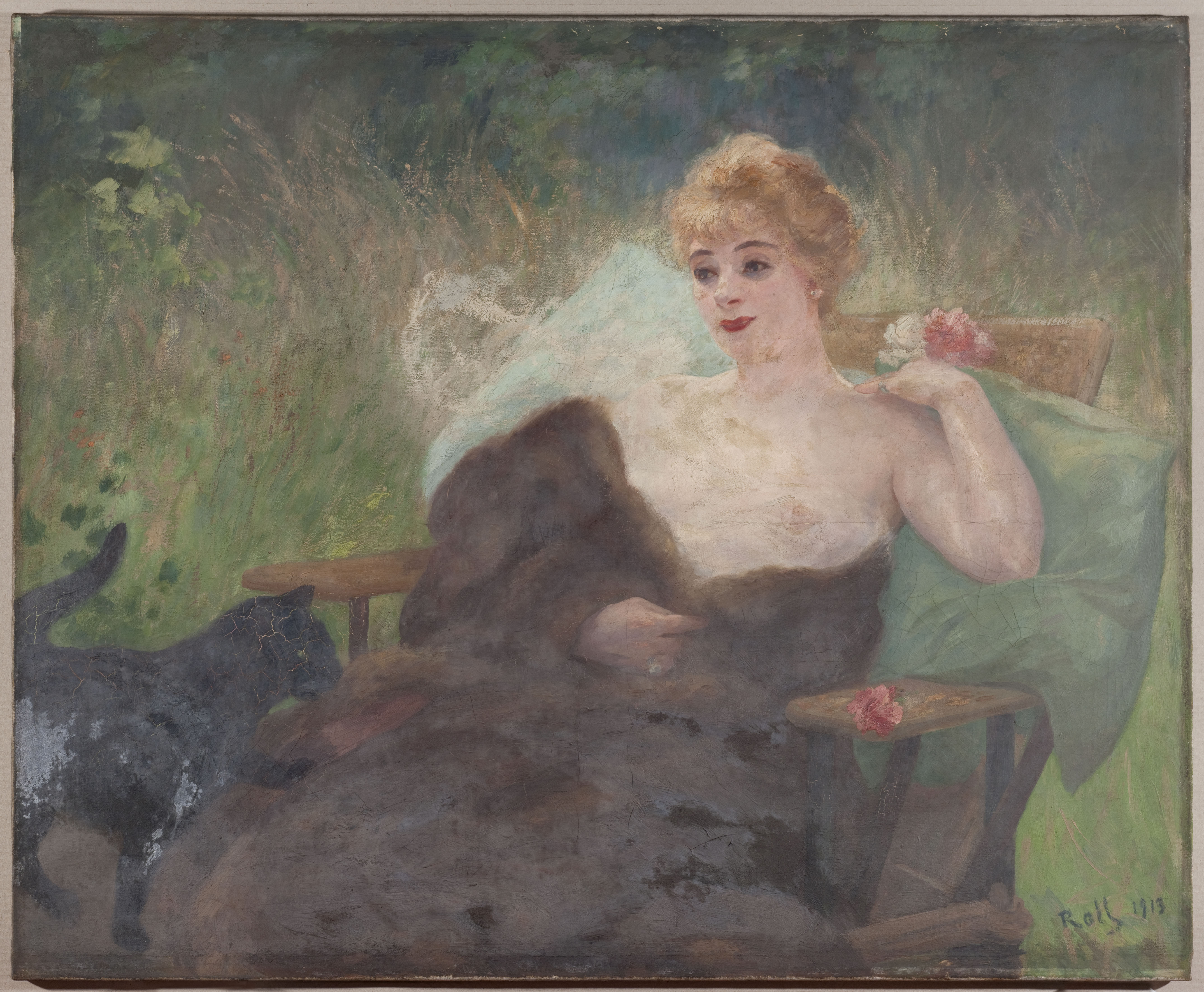
En juin, Amélie Diéterle (1913), Paris, Petit Palais. Le portrait de la comédienne Amélie Diéterle est peint dans la propriété de l'artiste, La Bellandière dans le hameau de Brolles à Bois-le-Roi.

Belgique :

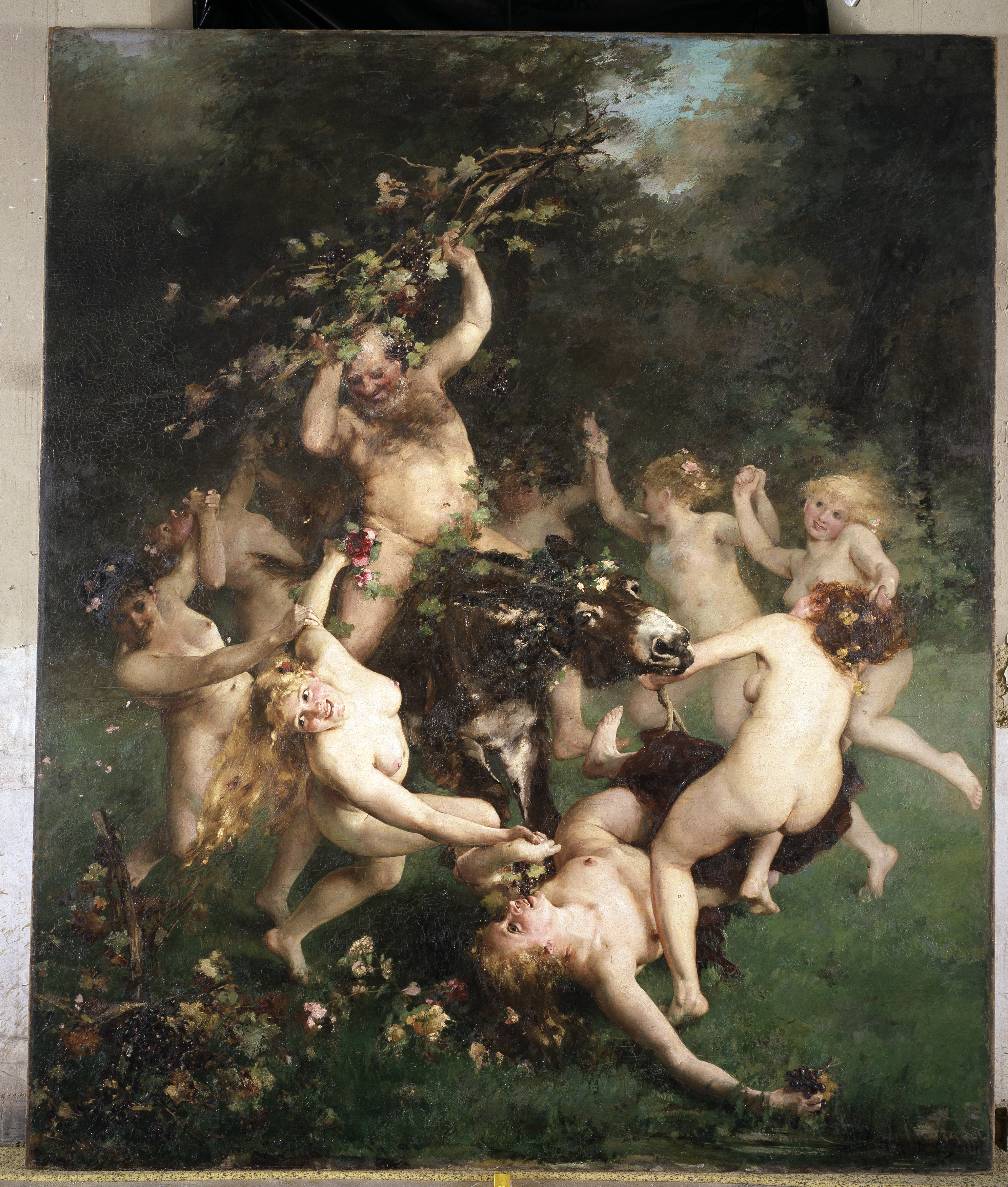
La fête de Silène, 1871 - Gand Musées Royaux des  Beaux-Arts de Belgique

France
- Avignon, musée Calvet : Don Juan et Haydée d'après Byron, huile sur toile.
- Beauvais, MUDO - Musée de l'Oise : Le Chemin montant, 1873, huile sur toile
- Bois-le-Roi (Seine-et-Marne), mairie : Le récit (1908), montrant Henriette Roll, sa seconde épouse, et son fils Marcel, à Belle Croix dans la Forêt de Fontainebleau[6]
- Bordeaux, musée des Beaux-Arts : 
  - Autoportrait, vers 1875, huile sur toile[7] ;
  - Portrait de femme (L'Irlandaise), pastel sur papier[8] ;
  - Portrait d'Alfred Smith, 1898, huile sur toile[9] ;
  - Baigneuses, 1888, pastel sur papier marouflé sur toile[10] ;
  - Le Laboureur, 1889, fusain sur papier marouflé sur toile[11] ;
  - Femme nue au milieu de branchages, jeunesse, huile sur toile[12] ;
  - La Malade, 1897, huile sur toile[13] ;
  - Jeunesse en rose, 1905, huile sur toile[14] ;
  - Portrait de Jean Cabrit[15], huile sur toile[16] ;
  - Le Vieux carrier, 1878, huile sur toile[17].
- Châlons-en-Champagne, mairie, salle du Conseil : Portrait de Léon Bourgeois, huile sur toile.
- Cognac, musée d'Art et d'Histoire : Le Travail, 1885, huile sur toile.
- Dijon, musée des Beaux-Arts : 
  - Portrait du peintre Léon Couturier, 1880, huile sur toile, 66 × 56 cm[18] ;
  - Baigneuses, 1891, huile sur toile.
- Gray, musée Baron-Martin : La Femme du gréviste, huile sur toile, 120 × 86 cm.
- Le Havre, musée d'Art moderne André-Malraux : Inondation à Toulouse, huile sur toile.
- Lille, palais des Beaux-Arts :
  - Louise Cattel, nourrice, 1894, huile sur toile ;
  - Indifférence, terre cuite.
- Nantes, musée d'Arts  :
  - Retour du bal, 1886, huile sur toile, 205 x 122 cm[19].
- Paris :
  - hôtel de ville :
    - Les Plaisirs de la vie ;
    - La Prime jeunesse.

  - musée d'Orsay : Manda Lamétrie, fermière, 1887, huile sur toile[20].
  - Petit Palais :
    - Le 14 juillet 1880, inauguration du Monument à la République, vers 1882, huile sur toile[21] ;
    - Portrait de Jean-Charles-Adolphe Alphand, 1888, huile sur toile ;
    - Jane Hading, 1890, huile sur toile ;
    - Démoniaque, 1904, pastel sur papier marouflé sur toile ;
    - En juin, Amélie Diéterle, 1913, huile sur toile.
- Valenciennes, musée des Beaux-Arts : La Grève des mineurs, 1880, huile sur toile, en grande partie détruite.
- Versailles, musée de l'Histoire de France : Le Président Carnot à Versailles pour le centenaire des États-généraux, huile sur toile.

Œuvres d'Alfred Roll en France
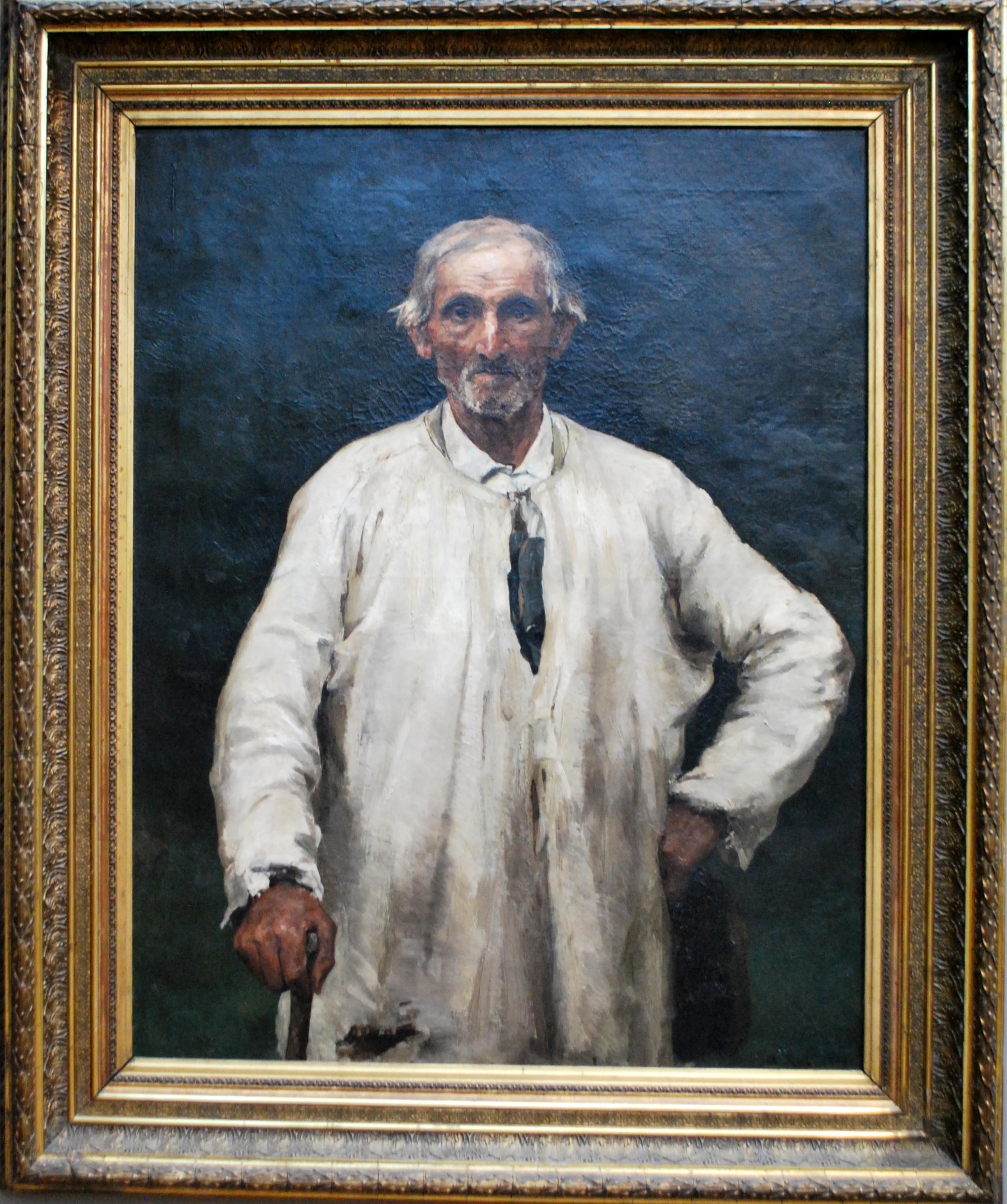
Le Vieux carrier (1878), musée des Beaux-Arts de Bordeaux.
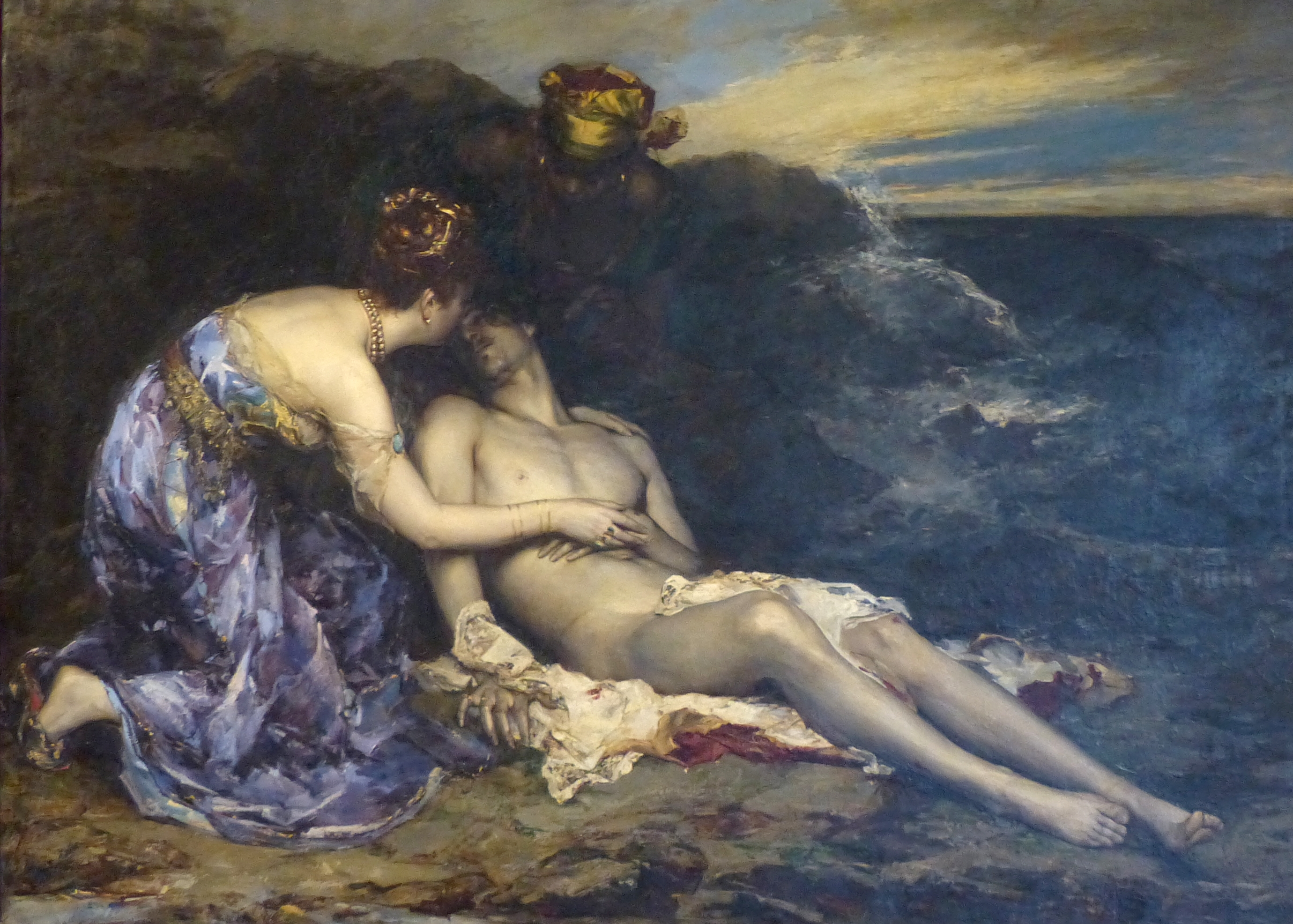
Haïdée et Don Juan (1874), Avignon, musée Calvet.
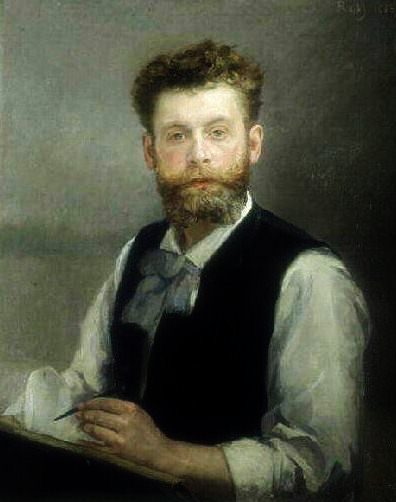
Autoportrait (vers 1875), musée des Beaux-Arts de Bordeaux.

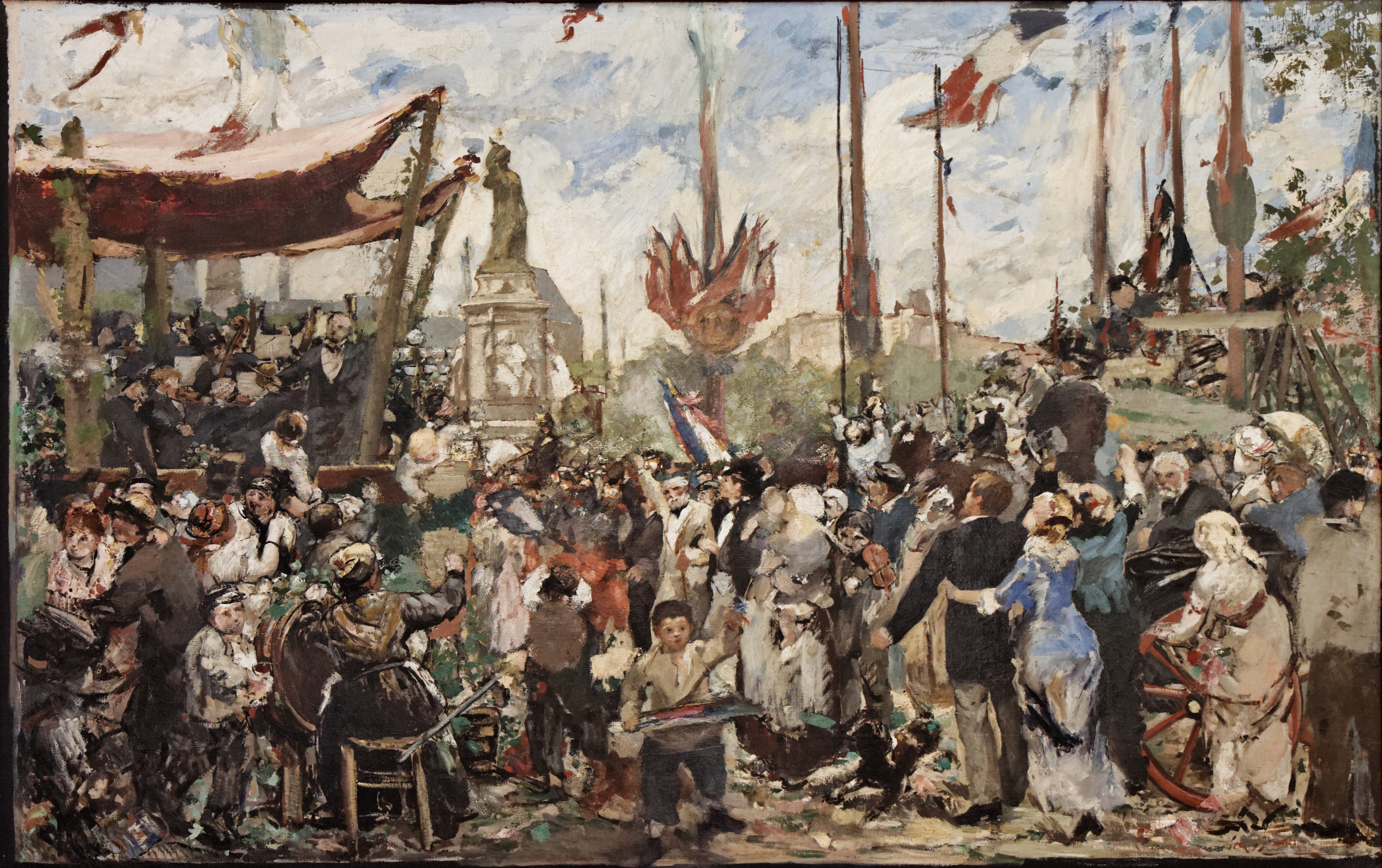
Le 14 juillet 1880, inauguration du monument à la République (vers 1882), Paris, Petit Palais.
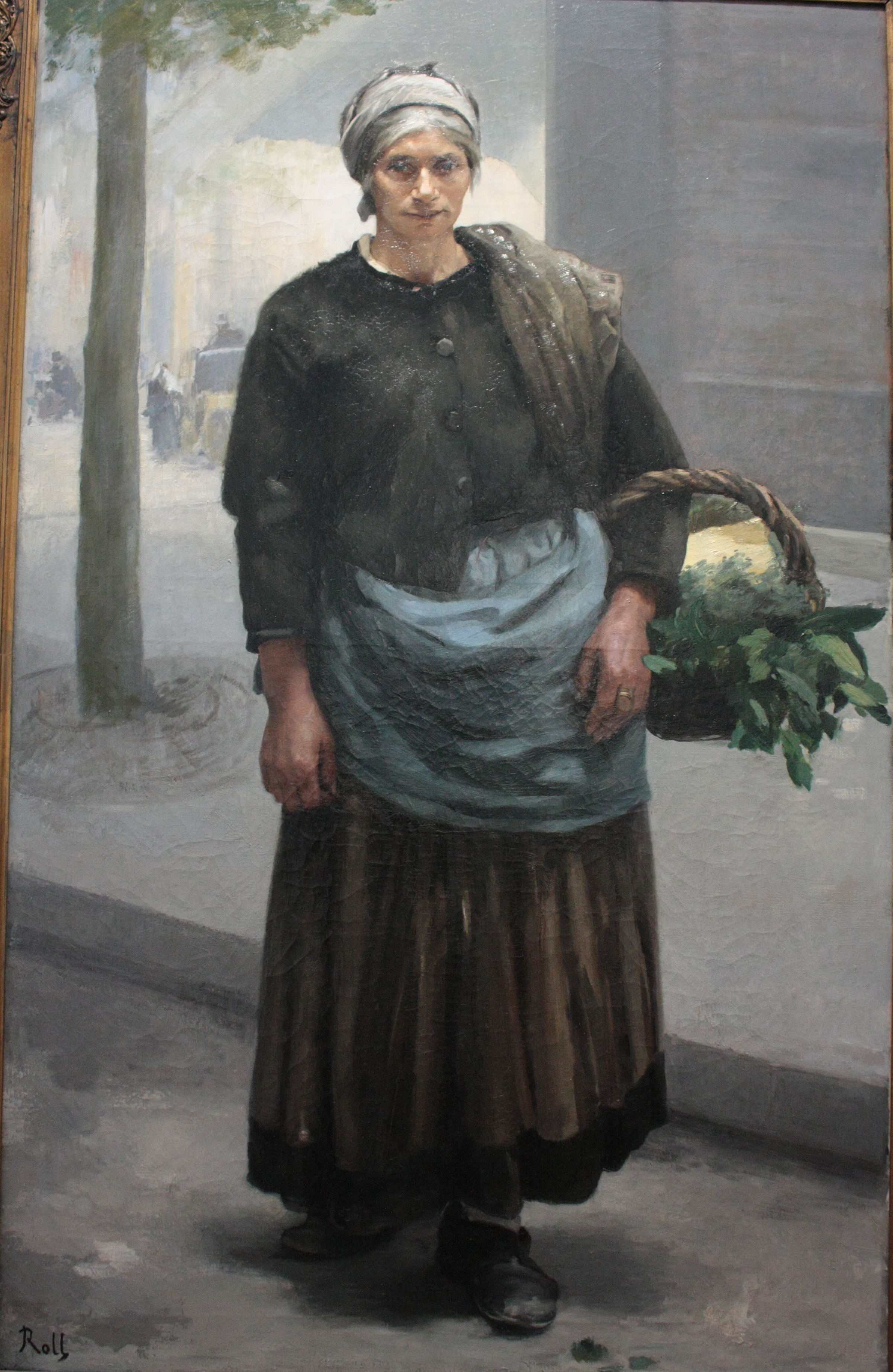
Marianne Orfrey, crieuse de vert (vers 1884), musée des Beaux-Arts de Pau.
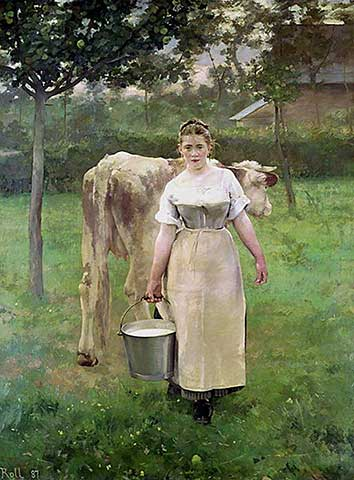
Manda Lamétrie, fermière (1887), Paris, musée d'Orsay.
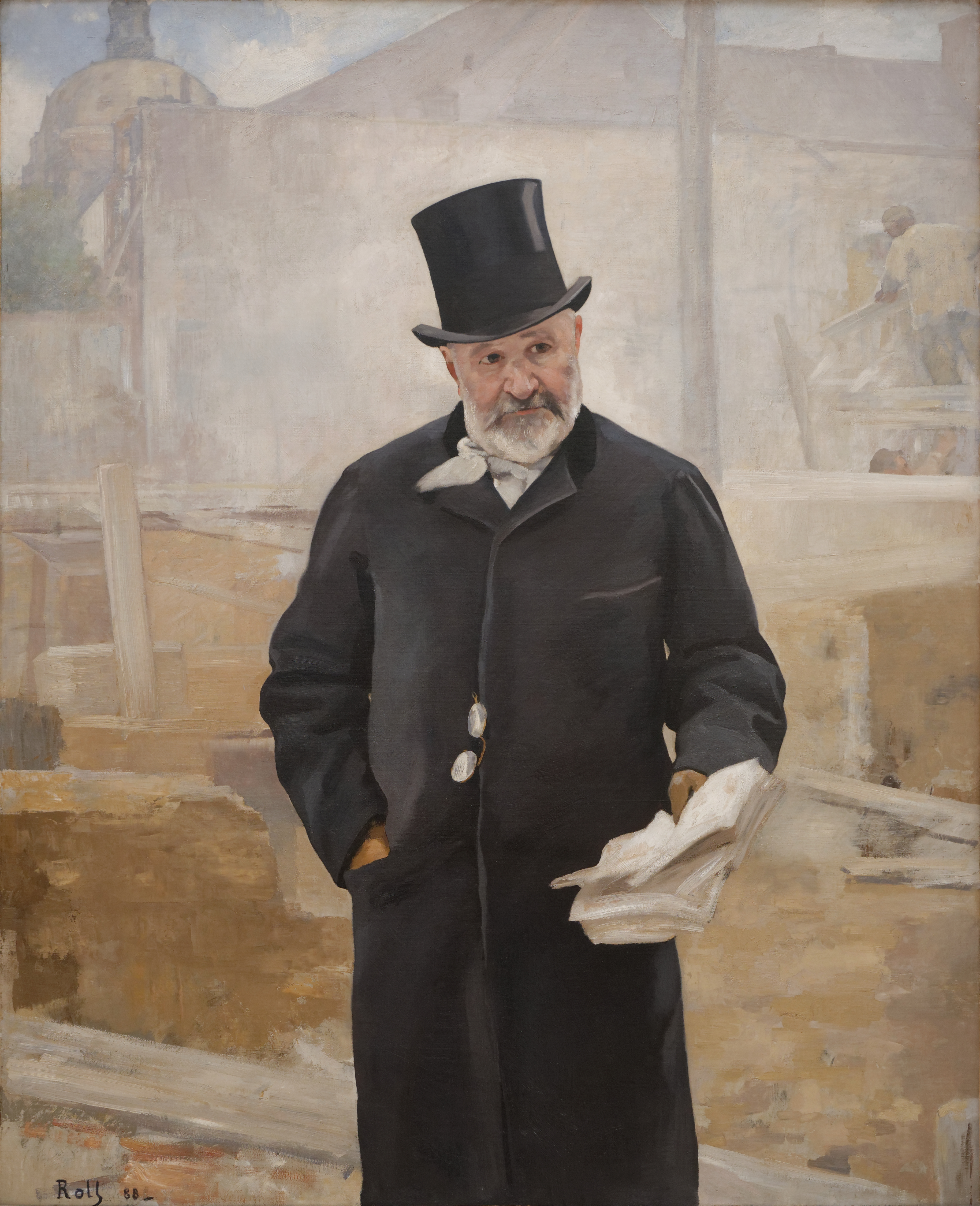
Portrait d'Adolphe Alphand (1888), Paris, Petit Palais.
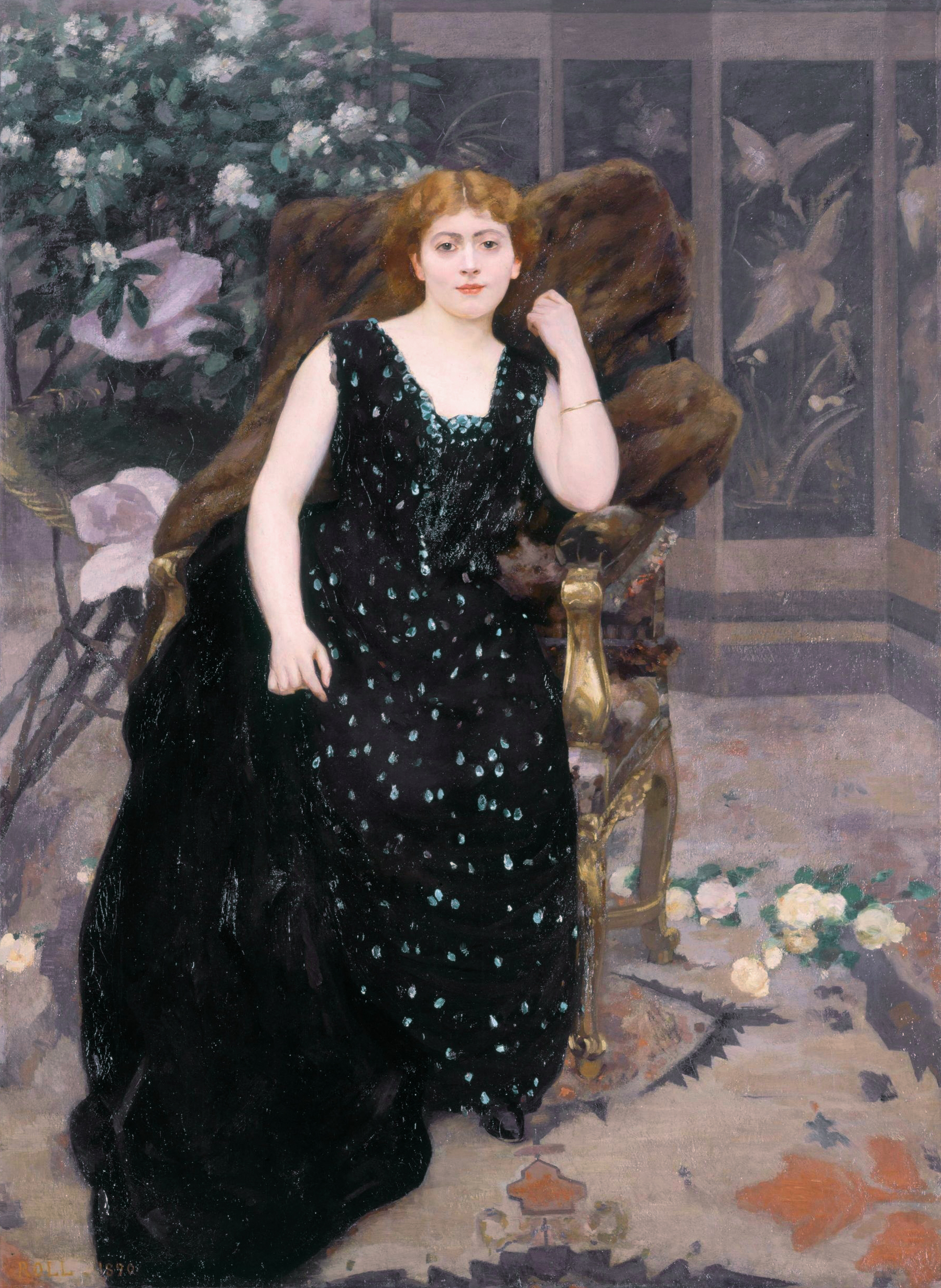
Jane Hading (1890), Paris, Petit Palais.
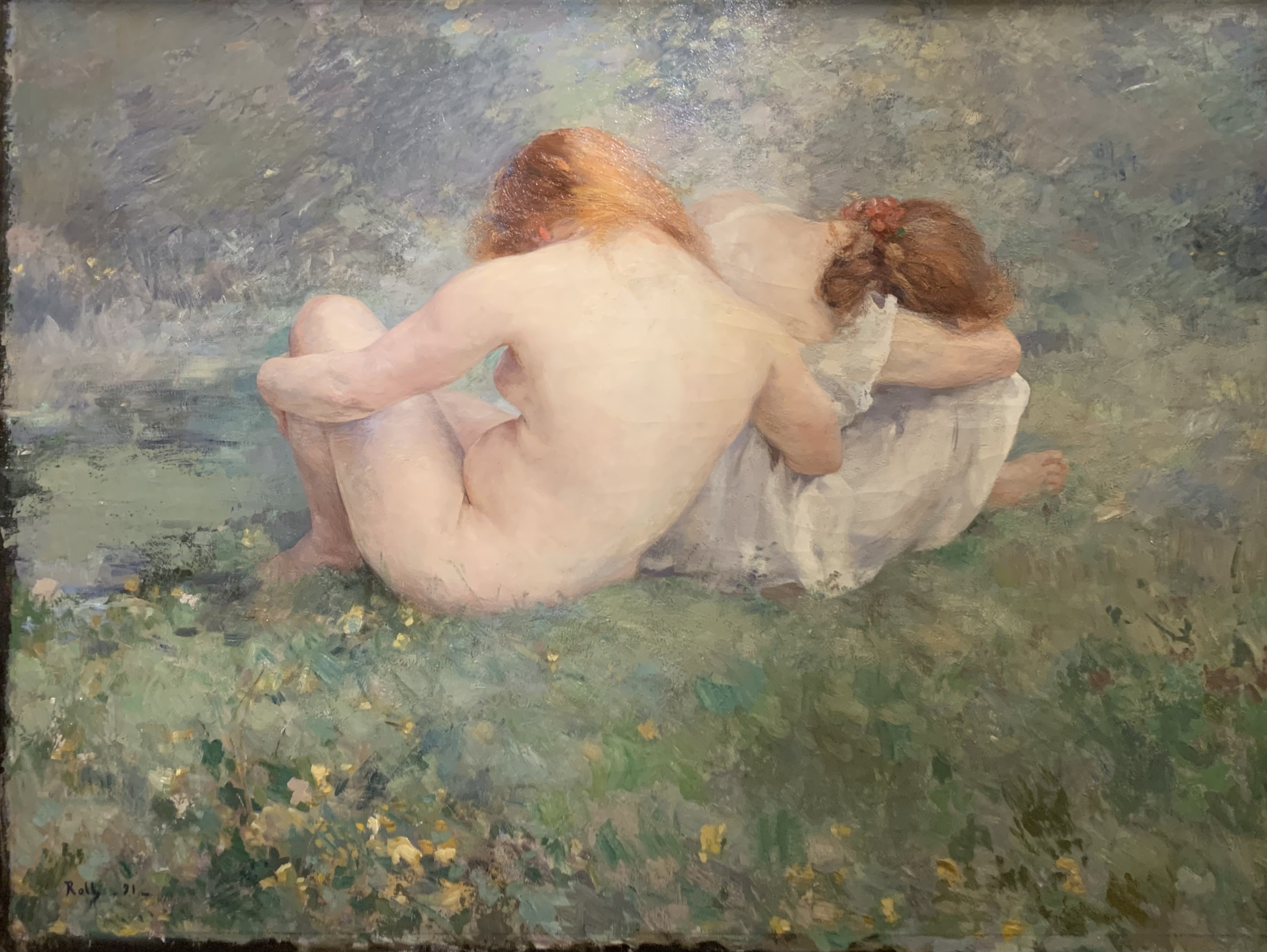
Baigneuses (1891), huile sur toile, MBA Dijon
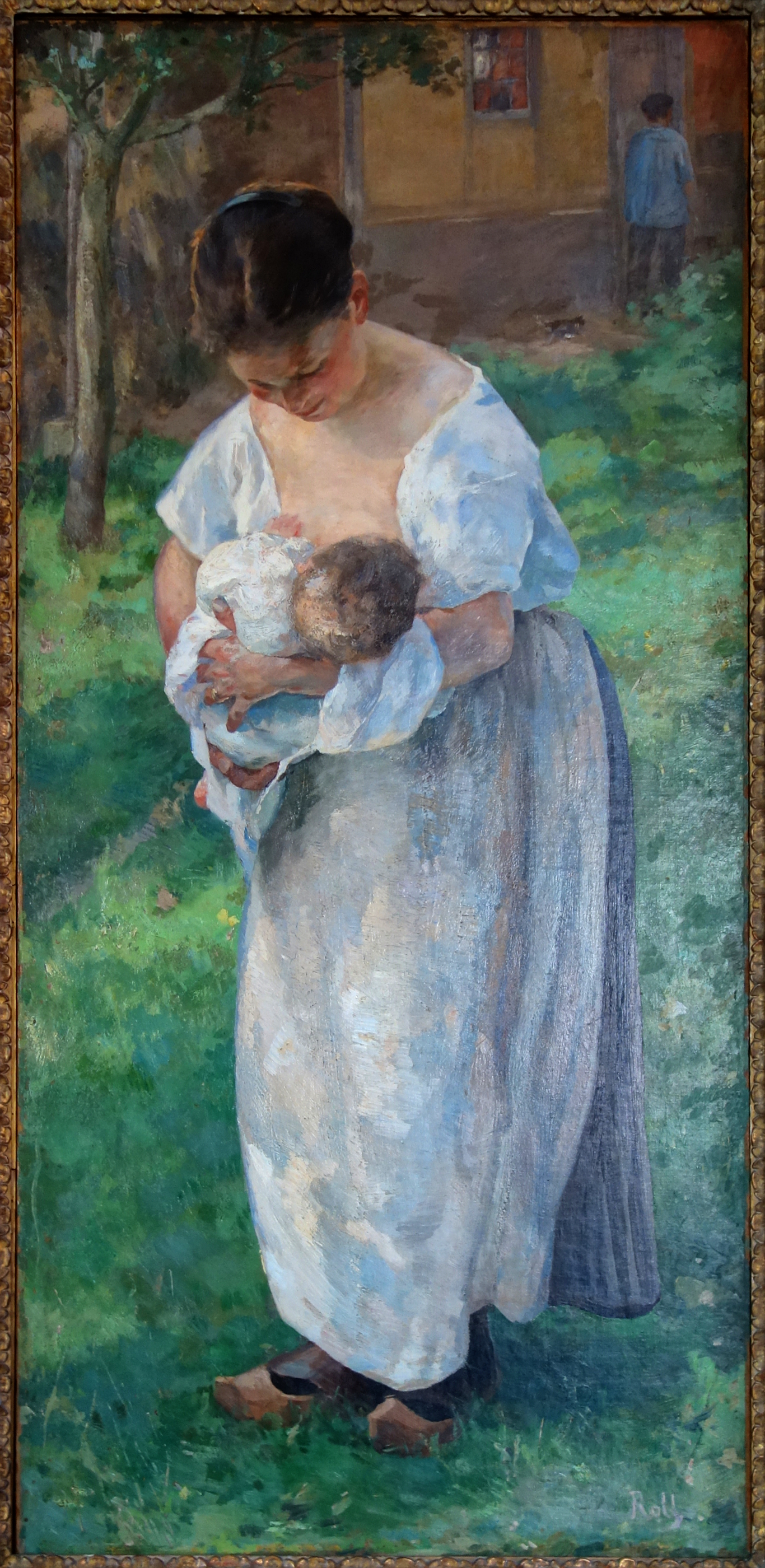
Louise Cattel, nourrice (1894), palais des Beaux-Arts de Lille.
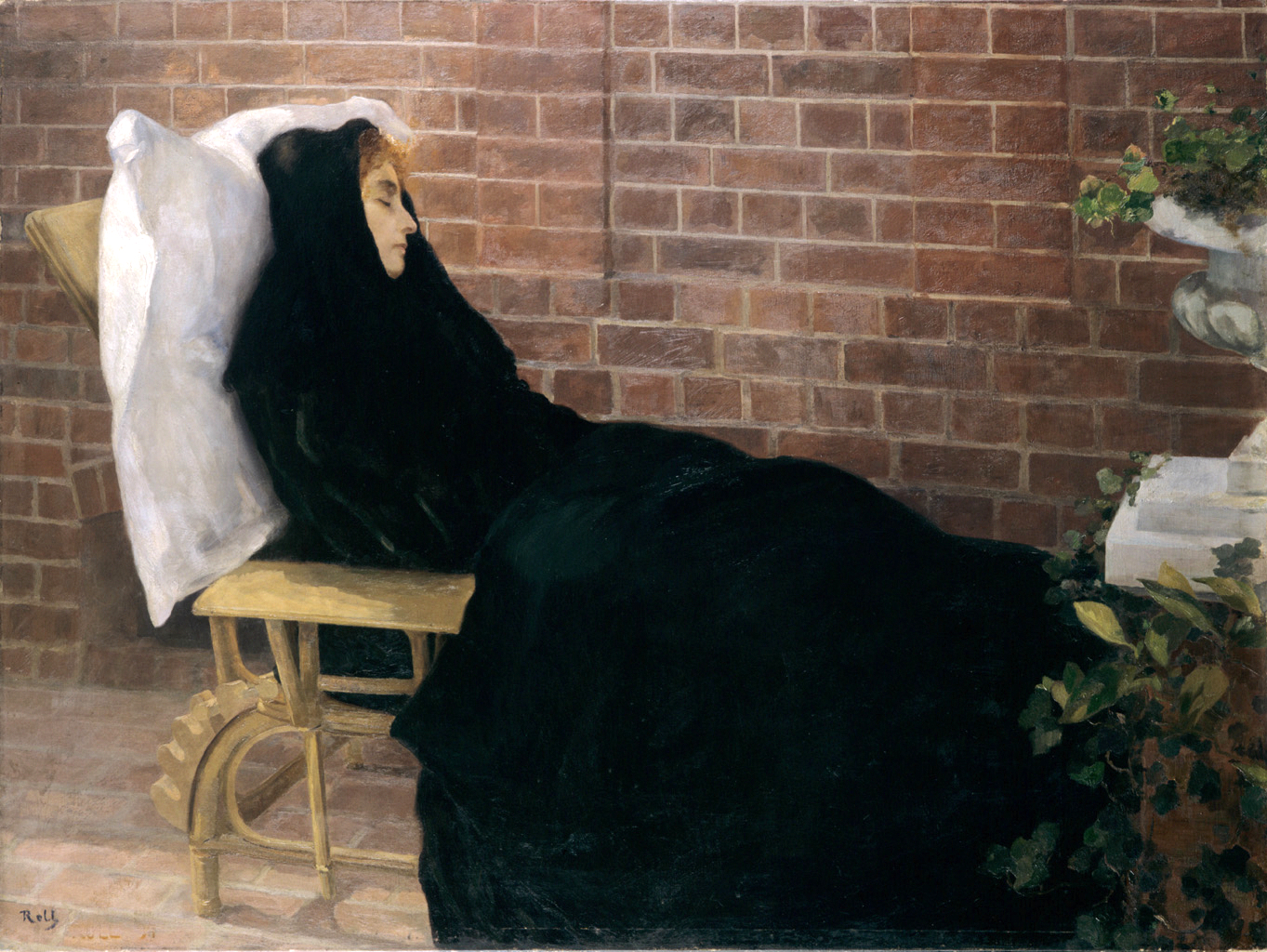
La Malade (1897), musée des Beaux-Arts de Bordeaux.
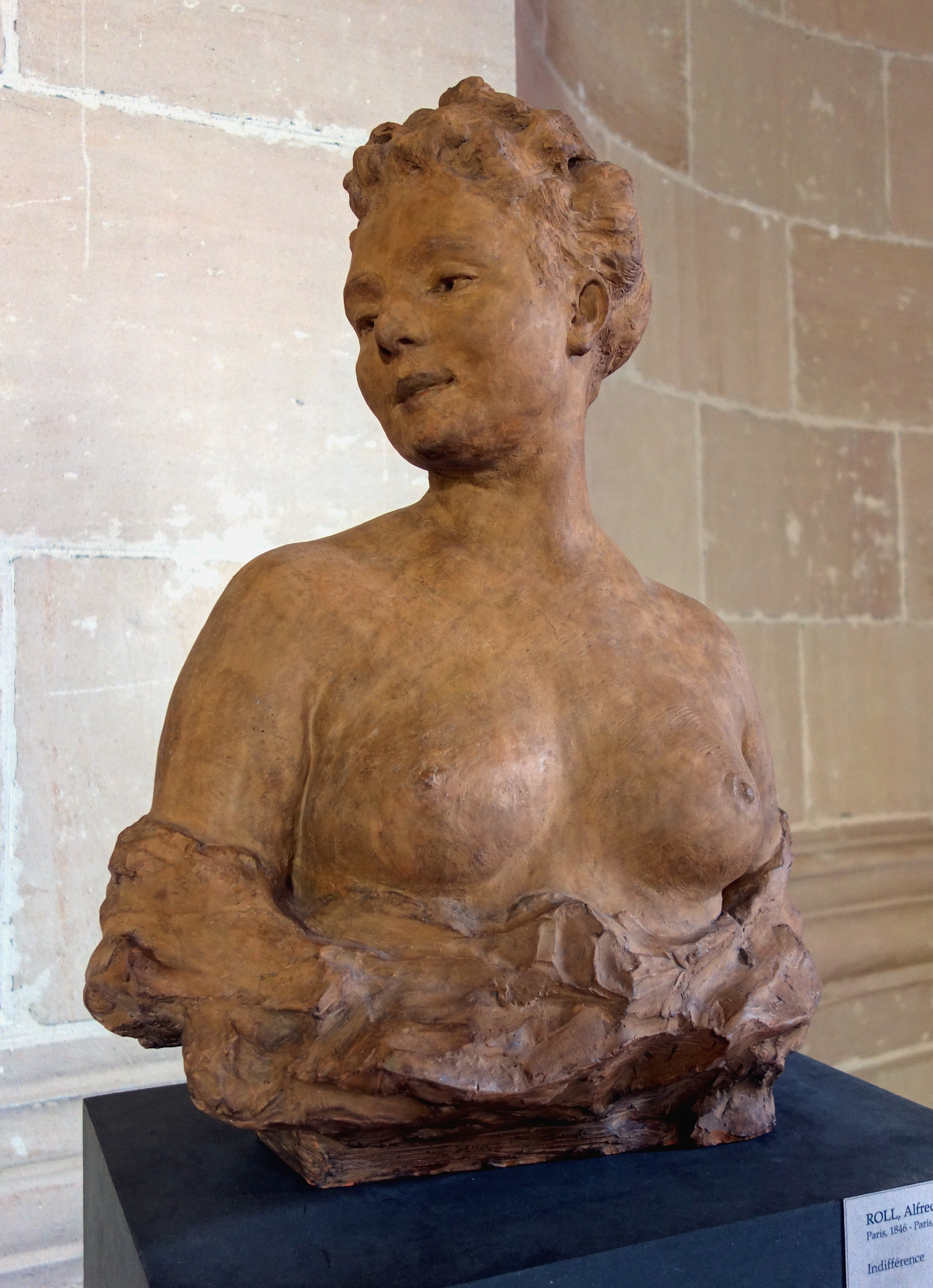
Indifférence, palais des Beaux-Arts de Lille.

## Distinctions et hommages
Alfred Roll est nommé chevalier dans l'ordre national de la Légion d'honneur par décret du 13 juillet 1883, promu officier par décret du 29 octobre 1889, puis commandeur par décret du 16 août 1900 et enfin élevé à la dignité de grand officier par décret du 11 janvier 1913.
Une partie de la rue Alphonse-de-Neuville à Paris 17e où Alfred Roll vivait, au no 17, prend le nom de rue Alfred-Roll en son hommage en 1926.
L'artère de Bois-le-Roi où se situe sa résidence La Bellandière (au no 48) se dénomme avenue Alfred-Roll.

## Élèves
- Alfred-Louis Bahuet (1862-1910)
- Paul Bocquet (1866-1947)
- Emmanuel de La Villéon (1858-1944)
- Léon Giran-Max ( 1867-1927)